# Hjuleberg
Hjuleberg (svensk: Hjuleberg) er en herregård i Faurås herred, Halland. Det var i lang tid hovedgård for slægten Thott.
Hjulebergs først kendte ejer var Katarina, datter af den svenske marsk Erik Kettilsson Puke, og gift med væbneren Axel Kettilsson. Hun har formentlig haft gården omkring 1370. Datteren Märta blev mor til de nogle af de mægtige Axelssønner (Thott). Åge Axelsen Thott købte sine brødre ud og blev eneejer. 
Godset tilhørte slægten Thott og gennem ægteskab også slægten Kruse frem til 1632. Da købte Bengt Lilliehöök godset, og dennes slægt havde slottet frem til 1851.
Dernæst blev det erhvervet af den danske grosserer Rudolph Puggaard, som i 1872-75 lod Thorvald Bindesbøll opføre en ny hovedbygning.